# Tungstite
La tungstite (simbolo IMA: Tgs) è un minerale appartenente alla famiglia degli "ossidi e idrossidi" e possiede composizione chimica WO3 • (H2O).
Da un punto di vista chimico il minerale è triossido di tungsteno idrato ed è la controparte idrata della liguowuite (WO3).

## Etimologia e storia
Il tungstite è stato dato al minerale per via del suo contenuto di tungsteno. La sua località tipo è la miniera "Old Mine Park", nella contea di Fairfield (Connecticut, Stati Uniti).

## Classificazione
Nella classica nona edizione della sistematica dei minerali di Strunz, aggiornata dall'Associazione Mineralogica Internazionale (IMA) fino al 2009, la tungstite è elencata nella classe "4. Ossidi (idrossidi, V[5,6] vanadati, arseniti, antimoniti, bismutiti, solfiti, seleniti, telluriti, iodati)" e nella sottoclasse "4.F Idrossidi (senza V od U)"; questa viene ulteriormente suddivisa in base alla struttura del minerale, in modo tale che la tungstite possa essere trovata nella sezione "4.FJ Idrossidi con H2O ± (OH); ottaedri che condividono in vertice" dove è l'unico membro del sistema nº 4.FJ.10.
Tale classificazione viene mantenuta anche nell'edizione successiva, proseguita dal database "mindat.org" e chiamata classificazione Classificazione Strunz-mindat.
Nella Sistematica dei lapis (Lapis-Systematik) di Stefan Weiß la tungstite si trova nella classe degli "ossidi" e nella sottoclasse degli "ossidi con un rapporto metallo:ossigeno < 1:2 (M2O5, MO3, ecc.)"; qui forma il sistema nº IV/E.02 insieme ad anthoinite, cerotungstite-(Ce), idrotungstite, meymacite, mpororoite e yttrotungstite-(Y).
Anche la classificazione dei minerali secondo Dana, usata principalmente nel mondo anglosassone, elenca la tungstite nella famiglia degli "ossidi e idrossidi"; qui è nella classe degli "ossidi" e nella sottoclasse degli "ossidi semplici con carica cationica 6+ (AO3)" dove è l'unico membro del sistema nº 04.05.02.

## Abito cristallino
La tungstite cristallizza nel sistema ortorombico nel gruppo spaziale Pmnb con le costanti di reticolo a = 5,249 Å, b = 10,711 Å e c = 5,133 Å, oltre ad avere 4 unità di formula per cella unitaria.

## Origine e giacitura

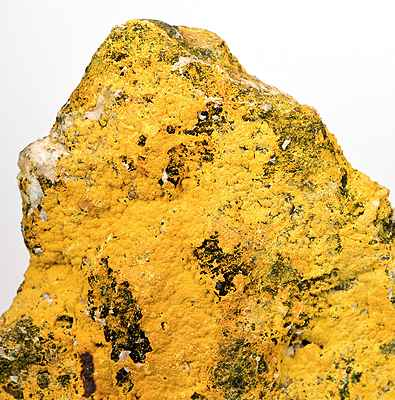
Campione di tungstite proveniente dalla miniera di "Calacalani" (nel dipartimento di Oruro, Bolivia)

La tungstite è un prodotto di alterazione dei minerali di tungsteno, in particolare wolframite e ferberite, proveniente da depositi idrotermali contenenti tungsteno. La paragenesi è con ferberite, ferritungstite, idrotungstite, wolframite e scheelite.
In Italia il minerale è stato rinvenuto a Gonnosfanadiga (Sardegna), mentre sono in dubbio i ritrovamenti presso le miniere di "Brosso" (a Lessolo) e di "Traversella" (entrambe in Piemonte).
Molti altri sono i siti di ritrovamento della tungstite; solo per citarne alcuni: Vichy e Saint-Flour (Francia); Schneeberg e Altenberg (Germania); Carn Brea (in Cornovaglia) e nel distretto di Eden (Cumbria), entrambi in Gran Bretagna; Vlkaneč (Repubblica Ceca).
Fuori dall'Europa la tungstite è stata rilevata in diversi siti della Bolivia, molte contee degli Stati Uniti e diverse miniere in Cina, oltre che in Canada, Australia, Giappone, Madagascar, Mauritania e Namibia.

## Forma in cui si presenta in natura
La tungstite si presenta, in natura, in masse pulverulente o terrose, di colore giallo, giallo-arancio e giallo-verde o in microcristalli appiattiti di forma romboedrica di dimensioni fino a 75 µm.
I microcristalli sono trasparenti con lucentezza resinosa o perlacea; il colore del loro striscio è giallo.